# Clastógeno
Un clastógeno, en biología, es un agente mutagénico que da lugar a o induce a la interrupción o rotura de cromosomas, lo que lleva a que secciones de cromosomas sean  eliminadas, añadidas, o reorganizadas. Este proceso es una forma de mutagénesis, y puede conducir a la carcinogénesis, cuando las células que no son muertas por el efecto clastogénico pueden convertirse en cancerosas. Clastógenos conocidos incluyen amarillo de acridina, benceno, óxido de etileno, arsénico, fosfina y mimosina. La exposición a clastógenos aumenta la frecuencia de las células germinales anormales en los machos paternos, contribuyendo a alteraciones del desarrollo en el feto tras la fertilización.